# Deus Salve o Rei
Deus Salve o Rei (Dieu sauve le roi) est une telenovela brésilienne diffusée du 9 janvier 2018 au 30 juillet 2018 sur TV Globo.

## Synopsis
L'intrigue médiévale présente les royaumes fictifs de Montemor et d'Artena. Les royaumes ont un accord pour fournir de l'eau, ce qui est rare à Montemor mais abondant à Artena. En retour, Montemor fournit du minerai à Artena. Cet accord dure jusqu'à la mort de la reine de Montemor, Crisélia (Rosamaria Murtinho), qui va secouer la paix entre les royaumes. Afonso (Rômulo Estrela) est le prince héritier de Montemor et a été créé dès l'enfance pour prendre le trône. honoré et juste, il est l'opposé de son frère cadet - l'irresponsable et insignifiant Rodolfo (Johnny Massaro), qui ne pense qu'à la gérance. Après avoir eu le coup de foudre pour Amala (Marina Ruy Barbosa), une plébéienne d’Artena, Afonso abdique le trône et le donne à son frère non préparé. Cela rend les relations avec le royaume voisin encore plus fragiles. Cela donnera à Catarina (Bruna Marquezine) l’occasion d’élargir ses projets ambitieux à Montemor. Elle est la princesse gâtée et ambitieuse et la fille du roi sage et bienveillant Augusto (Marco Nanini) d’Artena.

## Distribution
| Acteur/Actrice       | Personnage                                                 |
| -------------------- | ---------------------------------------------------------- |
| Marina Ruy Barbosa   | Amália Giordano de Monferrato, reine de Montemor           |
| Rômulo Estrela       | Afonso de Monferrato, roi de Montemor                      |
| Bruna Marquezine     | Catarina de Lurton, princesse de Artena                    |
| Ricardo Pereira      | Virgílio                                                   |
| Johnny Massaro       | Rodolfo de Monferrato, roi d'Alcaluz et prince de Montemor |
| Tatá Werneck         | Lucrécia de Vilarosso, princesse d'Alcaluz                 |
| Bia Arantes          | Brice                                                      |
| Marco Nanini         | Augusto de Lurton, roi d'Artena                            |
| Caio Blat            | Cássio                                                     |
| Marina Moschen       | Selena / Sofia de Cáseres, reine de Lastrilha              |
| Giovanni De Lorenzi  | Ulisses                                                    |
| João Vithor Oliveira | Saulo                                                      |
| Fernanda Nobre       | Diana de Semineli                                          |
| Vinícius Redd        | Thiago Giordano                                            |
| Débora Olivieri      | Constância Giordano                                        |
| Giulio Lopes         | Martinho Giordano                                          |
| Rafael Primot        | Osiel                                                      |
| Monique Alfradique   | Glória Oliver Labarca, duchesse de Córdona                 |
| Betty Gofman         | Nalanda Oliver (Naná)                                      |
| Marcello Airoldi     | Romero                                                     |
| Dayse Pozato         | Betânia                                                    |
| Leandro Daniel       | Petrônio                                                   |
| Daniel Warren        | Orlando                                                    |
| Carolina Ferman      | Lucíola Tretino                                            |
| Marcos Oliveira      | Heráclito de Fernandes, comte d'Alcaluz                    |
| Mel Maia             | Agnes                                                      |
| Tobias Carrieres     | Levi                                                       |
| Maria Manoella       | Mirtes de Lurton                                           |
| Aramis Trindade      | Olegário Flores                                            |
| Pascoal da Conceição | Lupércio Arquimedes                                        |
| Cristiana Pompeo     | Matilda Caligari Flores                                    |
| Jaedson Bahia        | Delano                                                     |
| Rafa Vachaud         | Eustáquio                                                  |
| Javert Monteiro      | Lutero                                                     |
| Isadora Ferrite      | Brumela                                                    |
| Júlio Machado        | Aires                                                      |
| Júlia Guerra         | Latrine                                                    |
| Isis Pessino         | Isis                                                       |
| Liéser Touma         | Timóteo                                                    |
| Anselmo Gonçalves    | Oráculo                                                    |

### Participations spéciales
| Acteur/Actrice           | Personnage                                    |
| ------------------------ | --------------------------------------------- |
| Rosamaria Murtinho       | Crisélia de Monferrato, reine de Montemor     |
| Alexandre Borges         | Otávio de Cáseres, roi de Lastrilha           |
| Tarcísio Filho           | Demétrio                                      |
| Danton Mello             | Gregório, conseiller de Montemor              |
| José Fidalgo             | Constantino de Artanza, duc de Vicenza        |
| Vinicius Calderoni       | Istvan Labarca, marquis de Córdona            |
| Caco Ciocler             | Hermes de Artanza, comte de Vicenza           |
| Stenio Garcia            | Dom Bartolomeu, l'inquisiteur de la Cália     |
| Walter Breda             | Enoque                                        |
| Cássio Scapin            | Héber                                         |
| Rosa Marya Colin         | Mandingueira                                  |
| Arthur Sales             | Ícarus                                        |
| Arnaldo Marques          | Heitor, roi d'Alfambres                       |
| Stella Miranda           | Gertrudes, reine d'Alfambres                  |
| Bia Sion                 | Jacinta, reine de Lúngria                     |
| Paula Fernandes          | Beatriz, princesse de Lúngria                 |
| Cristina Mutarelli       | Margot Cantelli de Vilarosso, reine d'Alcaluz |
| Celso Frateschi          | Juge supérieur du conseil de Cália            |
| Flora Diegues            | Heloísa de Cáseres, reine de Lastrilha        |
| Marcelo Caridade         | Eduardo, roi de Castelotes                    |
| Alexandre Mofati         | Ricardo, roi de Teravila                      |
| Cris Mayrink             | Margarete, reine de Teravila                  |
| Bruna Altieri            | Valentina, princesse de Teravila              |
| Rita Elmôr               | Larissa                                       |
| Noemi Gerbelli           | Madre Benedita                                |
| Mariah Rocha             | Freira Camila                                 |
| Cirillo Luna             | Selésio                                       |
| Ilya São Paulo           | Nadja                                         |
| Renata Dominguez         | Belisa                                        |
| Ricardo Blat             | Isandro                                       |
| Pietro Mário             | Patriarca da Fé de Montemor                   |
| Cláudio Caparica         | Patriarca da Fé de Lastrilha                  |
| Glicério de Barros       | Eloi                                          |
| Naruna Costa             | Samara                                        |
| Ana Paula Botelho        | Muriel                                        |
| Gabriel Palhares         | Tácitus                                       |
| Vitório Gava             | Rodolfo de Monferrato (jeune)                 |
| Anne Berg                | Lurdes                                        |
| Cláudio Garcia           | Helvio                                        |
| Fifo Benicasa            | Tirso                                         |
| Samuel Vieira            | Josafá / Oséias                               |
| Márcia Manfredini        | Rebeca                                        |
| Beto Vandesteen          | Nuno de Alpergado, comte de Brúnis            |
| Marcelo Müller           | Julião                                        |
| Priscila Castello Branco | Teodora                                       |
| Joana Borges             | Tila                                          |
| Ricardo Lyra Jr          | Hugo                                          |
| Ricardo Monastero        | Pietro                                        |
| Jack Berraquero          | Valentim                                      |
| Antônio Barboza          | Simão                                         |
| Adriana Bellonga         | Domingas                                      |
| Camille Leite            | Geórgia                                       |

## Diffusion
- TV Globo (2018)
- Shahid VIP (VOD) (2019)
- MBC4 (2019)[2],[3]
- MBC Action (2020)[4],[5]
- MBC Persia (2020)
- MBC Masr 2 (2020)
- MBC Masr (2020)
- MBC Max (2020)[6],[7],[8]
- MBC+ Variety (2020)
- Mix One (2024)

### Sources
- (pt) Cet article est partiellement ou en totalité issu de l’article de Wikipédia en portugais intitulé « Deus Salve o Rei » (voir la liste des auteurs).